# Фернандеш Кошту, Франсишку
Франсишку Фернандеш Кошту (порт. Francisco Fernandes Costa, 19 апреля 1867, Лозан, Фош-де-Аросе — 19 июля 1925, Фигейра-да-Фош) — юрист, журналист и политик периода Первой Португальской республики.

## Биография
Он был членом Португальской республиканской партии, следя за последовательными разногласиями и партийными реорганизациями, которые привели к возникновению Эволюционистской партии, Либерально-республиканской партии и Националистической республиканской партии, с которой он боролся. Между 1908 и 1911 годами был великим мастером Великого востока Лузитании.
Он был главным героем одного из самых причудливых инцидентов Первой республики, хорошо демонстрирующего хроническую нестабильность того времени, когда, будучи официально назначенным на функции председателя правительства 15 января 1920 года, ушёл в отставку в тот же день, не вступив в должность официально, в так называемом «Правительстве пяти минут».
Он был гражданским губернатором округа Коимбра в 1910 году, министром военно-морского флота и колоний (1912—1913; 1915), министром торговли (1921) и министром сельского хозяйства (30 августа — 3 сентября 1921 года).
Он сотрудничал в журналах Tiro Civil (1895—1903), Brasil-Portugal (1899—1914) и Revista de Turismo, основанном в 1916 году.
Франсишку Фернандеш Кошту никогда не принимал наград за то, что он масон.

## Труды
- Поездка в Индию (1896) — стихотворение, связанное с празднованием столетия Индии[8].